# Ophioglossum parvum
Ophioglossum parvum là một loài dương xỉ trong họ Ophioglossaceae. Loài này được M.Nishida & S.Kurita mô tả khoa học đầu tiên năm 1980.
Danh pháp khoa học của loài này chưa được làm sáng tỏ. 